# Ronni Vexøe Mortensen
Ronni Vexøe Mortensen (født 13. januar 1987) er en dansk kok, der er assistent head chef hos den tre-stjernede Michelin-restaurant Restaurant Geranium.
To gange har han været commis ved Bocuse d'Or. Første gang var i 2007, hvor han sammen med chefkok Rasmus Kofoed vandt sølv. I 2009 var han assistent for Jasper Kure. I 2021 vandt han sølv. 
I august 2019 kvalificerede Ronni Mortensen sig til EM for kokke i Tallinn, der afholdes i 2020.

## Udmærkelser
- Børsens Kokketalent (2006)[6]